# Lidia Zamenhof
Lidja Zamenhof  (1904-1942), född som tredje dotter till Klara Zamenhof och språket esperantos upphovsman, Dr. Ludwig Zamenhof. Uppvuxen i en sekulariserad judisk familj i Polen, hade Lidia sett effekten av brutala pogromer, krig, rasism, religiösa och nationella strider, just sådant som hennes far hade strävat efter att förinta när han skapade esperanto. I sin ungdom bestämde hon sig för att göra allt i sin makt för att sprida sin faders språk, som är ämnat att vara ett neutralt och lättlärt världsspråk som alla människor kan kommunicera med, och därmed börja bryta ner barriärerna av fientlighet och missförstånd. 
Hösten 1925, i Genève, kom Lidia för första gången i kontakt med Bahá'írörelsens esperantoklubb som stödde utvecklingen av ett internationellt hjälpspråk. Hon blev attraherad av bahá'íen, journalisten och esperantisten Martha Root som inspirerade henne mycket.
1932 påbörjade hon vid 28 års ålder en sexårig resa genom Europa och Amerika, med start i Warszawa. Hon arbetade då som resande undervisare i esperanto, och var en av språkets mest hängivna anhängare och taleskvinna. Under en tid av fanatisk nationalism och krigshets började hon propagera kraftfullt för internationell samarbete och fred, för människosläktets enighet och för jämlikhet mellan män och kvinnor. 
Martha och Lidia besökte flera städer i Sverige i september 1932: Gävle, Skutskär, Strömsbro och Uplandsbodarne. Den 26:e esperantokongressen (Universala Kongreso) i augusti 1934 i Stockholm, med över två tusen esperantister från tjugo nationer blev en stor succé. 
"Svårigheter är vår prövning" skrev Lidia en gång. "De visar oss styrkan eller svagheten i vår själ, intensiteten och glöden i vårt sökande, och de gör oss mildare och starkare och beslutsamma". När hon under tragiska omständigheter återvände tillbaka till Polen vid andra världskrigets början blev hon konfronterad med sanningen i sina ord på ett sätt som få människor skulle klara av. Där, mitt i terrorn och människoslakten i Warszawas getto under den nazistiska ockupationen, stod hon inför den ultimata prövningen.